# Parque de uKhahlamba-Drakensberg
El parque uKhahlamba-Drakensberg se encuentra en la provincia de KwaZulu-Natal de Sudáfrica, y abarca 2.428,13 km² de área. El parque incluye el Parque Nacional Royal Natal, un parque provincial, y cubre parte del Drakensberg, la cordillera más alta del sur de África.
El parque y el Parque Nacional Sehlabathebe contiguo en el Reino de Lesoto son parte del Parque Maloti-Drakensberg, que fue declarado Patrimonio de la Humanidad por primera vez el 30 de noviembre de 2000. La UNESCO lo describe como "de excepcional belleza natural con su altísimos contrafuertes basálticos y sus murallas de arenisca dorada .. la diversidad de hábitats del sitio protege un alto nivel de especies endémicas y amenazadas a nivel mundial, especialmente aves y plantas ... [y] también contiene muchas cuevas y refugios rocosos con el grupo más grande y más concentrado de pinturas en África al sur del Sahara ".
Los planes para impulsar el turismo en la zona incluyen un proyecto largamente esperado de teleférico del Departamento de Desarrollo Económico, Turismo y Asuntos Ambientales de KZN.

## Fauna
La cordillera Drakensberg se caracteriza por un alto nivel de endemismo de invertebrados y vertebrados.

## Conservación
La mayoría de las partes más altas de Sudáfrica de la cordillera Drakensberg han sido designadas como reservas de caza o áreas silvestres. El parque uKhahlamba-Drakensberg también figura en la Lista de Humedales de Importancia Internacional (en virtud de la Convención de Ramsar). Junto al parque se encuentra un santuario de vida silvestre que abarca 1.044 hectáreas (10 km²) de pastizales vírgenes y que es el parque de juegos privado más grande de la región de KwaZulu-Natal Drakensberg.